# 김정혁 (작가)
김정혁(金正革, 일본식 이름: 夏目正나쓰메 다다시, 1915년 ~ ?)은 한국의 시나리오 작가이며 소설가이다.

## 생애
1915년 함경북도 경성군 주을읍에서 태어났다. 1933년 일본 조치 대학 신문연구실 연구원으로 활동했으며 1935년 《동아일보》 신춘문예에 단편소설 〈이민열차〉를 가작으로 입선시키며 등단했다.
1939년 조선총독부의 후원으로 결성된 조선영화인협회의 임원을 지냈다. 이러한 경력으로 인하여 2008년 발표된 민족문제연구소의 친일인명사전 수록예정자 명단의 연극/영화 부문, 2009년 친일반민족행위진상규명위원회가 발표한 친일반민족행위 705인 명단에 포함되었다.
광복 후에는 조선영화건설본부 서기장을 맡은데 이어 좌익 계열의 단체인 조선영화동맹 결성에 참가 했으나, 함께 이 단체에 참여했던 김한, 독은기, 문예봉 등 월북 배우들과는 달리 월북하지 않고 남한에 남았다. 이무렵 발간한 《조선영화사》(1946)는 한국 영화의 초창기 역사와 관련된 중요한 자료 중 하나이다. 이후 《밤의 태양》(1948)과 《안창남 비행사》(1949), 두 편의 영화 시나리오를 썼다. 이 가운데 《밤의 태양》은 경찰 홍보 성격이 강한 국책 영화이다. 미국 공보원 영화고문 직함을 갖고 있던 중, 한국 전쟁 개전 초기에 실종되어 납북된 것으로 알려졌다.

## 같이 보기
- 조선영화건설본부